# Appias zondervani
Appias zondervani är en fjärilsart som beskrevs av Lambertus Johannes Toxopeus 1950. Appias zondervani ingår i släktet Appias och familjen vitfjärilar. Inga underarter finns listade i Catalogue of Life.